# Папар
Папары (исландское произношение: [ˈpʰaːpar̥]; от лат. papa) — ирландские монахи, жившие как отшельники в некоторых частях Исландии до того, как остров заселили викинги. Существование папаров подтверждается ранними исландскими сагами и археологическими находками.

## Папары в Исландии
Первые скандинавы поселились в Исландии в 874 году, в то время как папары, согласно доступным источникам, поселились на острове гораздо раньше них.
Один из старейших источников, в котором есть упоминание папаров, «Книга об исландцах» за авторством Ари Торгильсона, была написана между 1122 и 1133 годами. Ари пишет о христианах, покинувших остров из-за неприязни к скандинавам-язычникам, указывая на возможность того, что папары прибыли раньше викингов.
Более ранний источник, в котором могут упоминаться папары, — это одна из работ Дикуила, ирландского монаха и географа начала IX века, в которой упоминается о странствиях «святых людей» на север. Однако неизвестно, говорит ли Дикуил об Исландии, поскольку гэльско-ирландские отшельники также селились на других островах, таких как Оркнейские и Шетландские.
С папарами связывают происхождение нескольких исландских топонимов, например, Папей и Вестманнаэйяр (с исл. — «острова западных людей»), однако археологические свидетельства в этих местах пока не подтверждают эту связь.
«Книга о заселении Исландии», датируемая XI веком, на первой странице указывает, что ирландские монахи жили в Исландии до прибытия норвежских поселенцев.

## Папары на Фарерских островах
Доказательством того, что папары были на Фарерских островах, является несколько топонимов, например, название местности Папарёкур около Вестманны. Топоним «Vestmanna», в свою очередь, является сокращением от топонима «Vestmannahøvn» (с исл. — «гавань гэлов»). На церковном кладбище на острове Скувой также есть надгробия, которые имеют возможное гэльское происхождение.
В некоторых сагах говорится, что Грим Камбан, норвежский исследователь, мог быть ответственным за изгнание папаров, несмотря на то, что он сам, скорее всего, был норвежским гэлом.

## Папары на Оркнейских островах
В «Истории Норвегии» XII века, предположительно упоминаются пикты и папары, которых скандинавы обнаружили, вторгшись на Оркнейские острова в начале IX века.
Джозеф Андерсон в своём введении к «Саге об оркнейцах» пишет о нескольких топонимах Оркнейских островов, происходящих от термина, что свидетельствует о влиянии папаров на регион.
Два острова, большой и малый (ранее известны как Папей-Мейри и Папей-Минни), ныне известны как Папа-Уэстрей и Папа-Стронсей <…> Иоанн Фордунский в своем перечислении островов упоминает остров Папей-Тертия (третий Папей), который сейчас неизвестен. В составе Шетландских островов есть три острова, называемые «Папей», и как на Оркнейских островах, так и на Шетландских островах есть несколько мест, называемых «Паплей» или «Папплей», чьи названия, несомненно, обозначают то же самое, что и название местечка Папийли в Исландии.